# New Me, Same Us
New Me, Same Us è il sesto album in studio del gruppo di musica elettronica svedese Little Dragon. È stato rilasciato il 27 marzo 2020. L'album è la loro prima uscita attraverso un nuovo contratto discografico con l'etichetta Ninja Tune.
Hold On è stato il primo singolo ad essere pubblicato dall'album, con una versione remixata del brano di Poté pubblicata il 28 gennaio 2020. Il secondo singolo dall'album, Are You Feeling Sad?, con Kali Uchis, è stato pubblicato il 4 marzo 2020.
L'album ha ricevuto recensioni generalmente favorevoli al momento della sua uscita.

## Promozione
La band ha pubblicato per la prima volta un nuovo brano chiamato Tongue Kissing nel novembre 2019 e ha confermato un tour in Europa, Canada e Stati Uniti che si terrà a marzo 2020. Tuttavia, all'inizio della primavera del 2020 il tour ha dovuto essere rinviato a causa dello scoppio del COVID-19 in Europa e Nord America. Nonostante il rinvio di queste date, la band ha confermato ulteriori date del tour per l'Europa nell'autunno 2020. Dopo l'uscita dell'album il 27 marzo 2020, la band si è esibita in uno speciale spettacolo dal vivo su YouTube da Göteborg, in Svezia.

## Tracce
1. Hold On – 3:30
2. Rush – 3:29
3. Another Lover – 4:26
4. Kids – 4:31
5. Every Rain – 4:24
6. New Fiction – 4:19
7. Sadness – 3:28
8. Are You Feeling Sad? – 2:37
9. Where You Belong – 3:27
10. Stay Right Here – 6:15
11. Water – 4:15